# Едінбург (Іллінойс)
Едінбург (англ. Edinburg) — селище (англ. village) в США, в окрузі Крістіан штату Іллінойс. Населення — 1085 осіб (2020).

## Географія
Едінбург розташований за координатами 39°39′28″ пн. ш. 89°23′24″ зх. д. / 39.65778° пн. ш. 89.39000° зх. д. (39.657890, -89.390121).  За даними Бюро перепису населення США в 2010 році селище мало площу 1,62 км², уся площа — суходіл.

## Демографія
Згідно з переписом 2010 року, у селищі мешкало 1078 осіб у 474 домогосподарствах у складі 290 родин. Густота населення становила 666 осіб/км².  Було 514 помешкання (317/км²).
Расовий склад населення:
| - 96,1 % — білих - 1,2 % — чорних або афроамериканців - 0,6 % — азіатів - 0,4 % — корінних американців |

До двох чи більше рас належало 1,7 %. Частка іспаномовних становила 1,0 % від усіх жителів.
За віковим діапазоном населення розподілялося таким чином: 22,5 % — особи молодші 18 років, 61,2 % — особи у віці 18—64 років, 16,3 % — особи у віці 65 років та старші. Медіана віку мешканця становила 39,6 року. На 100 осіб жіночої статі у селищі припадало 95,6 чоловіків;  на 100 жінок у віці від 18 років та старших — 90,6 чоловіків також старших 18 років.
Середній дохід на одне домашнє господарство  становив 62 587 доларів США (медіана — 52 188), а середній дохід на одну сім'ю — 62 506 доларів (медіана — 57 000). Медіана доходів становила 40 588 доларів для чоловіків та 29 107 доларів для жінок. За межею бідності перебувало 11,2 % осіб, у тому числі 0,0 % дітей у віці до 18 років та 10,8 % осіб у віці 65 років та старших.
Цивільне працевлаштоване населення становило 529 осіб. Основні галузі зайнятості: освіта, охорона здоров'я та соціальна допомога — 29,5 %, публічна адміністрація — 14,7 %, будівництво — 10,2 %, роздрібна торгівля — 9,5 %.